# Boom (película)
Boom es una película india de suspenso y comedia negra de 2003 dirigida por Kaizad Gustad y producida por Ayesha Dutt. La película está protagonizada por Amitabh Bachchan, Jackie Shroff, Gulshan Grover, Padma Lakshmi, Madhu Sapre, Zeenat Aman y Katrina Kaif (en su debut cinematográfico). Boom fue la primera película de Kaif, ya que reemplazó en el último minuto a la modelo Meghna Reddy. La película se estrenó el 19 de septiembre de 2003 y explora la participación del mundo de la moda con el crimen organizado del hampa.

## Trama
Anu Gaekwad (Madhu Sapre), Sheila Bardez (Padma Lakshmi) y Rina Kaif (Katrina Kaif) son tres de las mejores modelos de la India y participan en un desfile de moda organizado por una prestigiosa marca de joyería de diamantes. Mientras está en la rampa del desfile de modas, una de las otras modelos (quizás intencionalmente) hace tropezar a Anu y ella se cae, lo cual es la peor pesadilla de una modelo. Las amigas de Anu: Sheila y Rina, vienen al rescate. El trío se enfrenta inmediatamente a la modelo que había hecho tropezar a Anu y la discusión (celebrada frente al público) degenera en una pelea de gatas. Mientras las mujeres se pelean entre sí, se encuentran con una gran sorpresa. Cientos de brillantes diamantes robados, que debían ser sacados de contrabando del país, caen del pelo de la modelo a la rampa, para ser recogidos tanto por los paparazzi como por las celebridades. Anu, Sheila y Rina quedan en shock cuando el desfile de moda se convierte en un caos. Los diamantes robados no tienen precio y deben ser recuperados por los gánsteres, quienes responsabilizan a las tres glamorosas modelos del atraco que salió mal. Los diamantes debían ser contrabandeados a Dubái y fueron robados por Chhote Mia (Jackie Shroff). Luego debían ser entregados a sus hermanos. El líder del trío, Bade Mia (Amitabh Bachchan), está decidido a recuperar los diamantes y comienza un juego del gato y el ratón entre las tres modelos y los tres mafiosos.

## Reparto
- Amitabh Bachchan como Bade Mia
- Gulshan Grover como Medium Mia / Cutpiece Salim Suiting Shirting
- Jackie Shroff como Chhote Mia / Abdul 50-50
- Zeenat Aman como Alice
- Katrina Kaif como Rina Kaif / Popdi Chinchpokli
- Madhu Sapre como Anu Gaekwad
- Padma Lakshmi como Sheila Bardez
- Javed Jaffrey como Boom Shankar aka Boom Boom
- Seema Biswas como Bharti
- Boman Irani en una aparición especial como propietario de una tienda de joyería/comprador potencial de diamantes en Dubái
- Bo Derek - cameo
- Rohit Bal - cameo
- Wendell Rodricks - cameo

## Recaudación
La película obtuvo muy malos resultados en taquilla. Sus colecciones de por vida ascendieron a alrededor de 12 millones de rupias. La productora de la película, Ayesha Shroff, tuvo que vender algunos bienes suyos y de su marido (Jackie Shroff); el dinero adeudado a un solo financista ascendía a 180 millones de rupias. Shroff indicó más tarde que su matrimonio sufrió como consecuencia y que su relación con su esposa «fue dura después de Boom».
En junio de 2020, Tiger Shroff habló sobre el impacto del fracaso de Boom en su familia. El actor dijo: «Recuerdo cómo se vendieron nuestros muebles, uno por uno. Las cosas que había visto a nuestro alrededor cuando crecí comenzaron a desaparecer. Entonces mi cama se fue. Empecé a dormir en el suelo. Fue la peor sensación de mi vida».

## Música
La banda sonora fue compuesta por Sandeep Chowta y Talvin Singh.
| #  | Canción                             | Escritor                             | Vocalista(s)                  |
| 1  | «Boom»                              | Talvin Singh                         | Ila Arun                      |
| 2  | «Mundian To Bach Ke»                | Panjabi MC                           | Labh Janjua                   |
| 3  | «Nachna Tere Naal» (Dance With You) | Rishi Rich, Jay Sean, Juggi D.       | Jay Sean, Juggi D.            |
| 4  | «I See You Baby»                    | Andrew Cato, Tom Findlay, Tod Wooten | Groove Armada, Gram'ma Funk   |
| 5  | «Dope The Pope»                     | Sandeep Chowta                       | Sukhwinder Singh, Sowmya Raoh |
| 6  | «Punjabi 5-0»                       | The Dum Dum Project                  | The Dum Dum Project           |
| 7  | «Zindabad»                          | Talvin Singh                         | Ravi Singh                    |
| 8  | «Ramp-age»                          | Sandeep Chowta                       | Sowmya Raoh                   |
| 9  | «Nuttin Happen»                     | D'Caro                               | D'Caro                        |
| 10 | «Seduction Saavariya»               | Sandeep Chowta                       | Sonu Kakkar, Sunitha Sarathy  |
| 11 | «Two Dons and a Bitch»              | Sandeep Chowta                       | Sandeep Chowta                |
| 12 | «It's Safe»                         | D'Caro                               | D'Caro                        |
| 13 | «The Crawford Market Feeling»       | Sandeep Chowta                       | Sandeep Chowta                |
| 14 | «Bhavani Dayani»                    | Jez Humble                           | Jez Humble                    |
| 15 | «Boom» (Dat Guy Remix)              | Talvin Singh                         | Ila Arun                      |